# 大阪市立豊仁小学校
大阪市立豊仁小学校（おおさかしりつ ほうじん しょうがっこう）は、大阪府大阪市北区にある公立小学校。

## 沿革
学校所在地付近は1925年の大阪市編入までは、西成郡豊崎村（1912年町制を施行し豊崎町）に属していた。豊崎村では大阪市の北部に隣接している地理条件や産業発展などに伴い、住宅や工場が増加し、それに伴い地域の児童も増加した。
1907年に西成郡豊崎尋常高等小学校（現在の大阪市立豊崎本庄小学校）の分校として開設され、1911年に西成郡豊崎第二尋常小学校として独立校となった。従来の豊崎尋常高等小学校は、豊崎第二校の開校と同時に豊崎第一尋常高等小学校へ改称している。
1917年には西成郡豊崎第四尋常小学校（現在の大阪市立豊崎東小学校）を分離している。
1934年の室戸台風では被害は少なかったものの、学校近隣の豊崎第四尋常小学校でコの字型校舎のひとつが壊れる被害があったなど、大阪市の学校では木造校舎に大きな被害を出した学校も多く生まれた。台風の教訓から大阪市では全市的に鉄筋コンクリート校舎を整備することにし、豊崎第二校では1938年に鉄筋校舎を建設している。
国民学校令により、1941年に大阪市豊仁国民学校に改称した。大阪市では国民学校への改称の際、「地域名＋創立順の番号」の名称の学校については番号での校名をやめ、所在地の地名などを使用した名称へと変更する方針が出された。学校名の「豊仁」は、学校所在地の豊崎地区の「豊」をとったうえで、旧校名「豊崎第二」の「二」を「仁」に書き換えたうえで組み合わせたものである。
太平洋戦争の影響で、大阪市の国民学校では1944年以降学童疎開が実施されることになった。疎開先の府県は各行政区ごとに指定され、当時の大淀区では京都府北部方面が疎開先に指定された。豊仁校では1944年9月以降、京都府天田郡菟原村・細見村（いずれものちの三和町、現在の福知山市）への集団疎開を実施している。疎開は終戦後もしばらく続き、1945年10月に232名が疎開先から引き揚げて帰校した。
1945年6月7日の大阪大空襲により校舎を全焼し、終戦直後には近隣の豊崎東国民学校（1947年大阪市立豊崎東小学校）へ統合され休校となった。焼けた鉄筋校舎は、被災者住宅や大阪市の資材倉庫として使用された。
戦災からの復興に伴い、1952年6月には豊崎東小学校分校として現在地で再開した。1954年には大阪市立豊仁小学校として独立・再開校している。
1970年代後半には、プールを授業で使用しない時期における「フナの放流」が毎年、新聞等のメディアに掲載されていた。また学校所在地付近が大阪空港へ着陸する航空機の経路にあたることから、1978年から1979年にかけて騒音防止工事が実施されている。

### 年表
- 1907年4月 - 西成郡豊崎尋常高等小学校（現・大阪市立豊崎本庄小学校）の分校として開設。
- 1911年4月 - 西成郡豊崎第二尋常小学校として独立、創立。
- 1925年4月1日 - 豊崎町が大阪市に編入されたことにより、大阪市豊崎第二尋常小学校と改称。
- 1941年 - 大阪市豊仁国民学校と改称（国民学校令による）。
- 1944年 - 京都府へ集団疎開。
- 1945年6月 - 大阪大空襲の戦災により全焼。
- 1945年10月 - 疎開からの引揚げの人員は、232名。
- 1946年4月 - 大阪市豊崎東国民学校（大阪市立豊崎東小学校）に統合され、一時休校。
- 1952年6月 - 大阪市立豊崎東小学校分校として再開、開設。
- 1954年4月 - 大阪市立豊仁小学校として、豊崎東小学校より独立、開校。
- 1973年 - 講堂兼体育館改築。
- 1978年～1979年 - 航空機騒音防止改修。
- 1986年 - 新プール設置。
- 1992年 - 北校舎改築。
- 2001年 - 玄関オートロック、インターホン設置。
- 2004年 - パソコン教室設置。
- 2006年 - 大阪府警察本部より交通安全教育表彰
- 2007年 - 南門をオートロックに改修

## 通学区域
- 大阪市北区 天神橋7丁目（一部）、天神橋8丁目、長柄中2丁目（一部）、長柄中3丁目、長柄西1丁目（一部）、長柄西2丁目、長柄東2丁目（一部を除く）、長柄東3丁目。
卒業生は大阪市立新豊崎中学校に進学する。

## 交通・アクセス方法
- Osaka Metro（谷町線・堺筋線）・阪急（阪急千里線）天神橋筋六丁目駅より北東へ約700m